# (99998) 1981 ED48
(99998) 1981 ED48 es un asteroide perteneciente al cinturón de asteroides, descubierto el 6 de marzo de 1981 por Schelte John Bus desde el Observatorio de Siding Spring, Nueva Gales del Sur, Australia.

## Designación y nombre
Designado provisionalmente como 1981 ED48.

## Características orbitales
1981 ED48 está situado a una distancia media del Sol de 2,755 ua, pudiendo alejarse hasta 3,186 ua y acercarse hasta 2,325 ua. Su excentricidad es 0,156 y la inclinación orbital 8,727 grados. Emplea 1670,98 días en completar una órbita alrededor del Sol.

## Características físicas
La magnitud absoluta de 1981 ED48 es 15,3. Tiene 2,574 km de diámetro y su albedo se estima en 0,267. Está asignado al tipo espectral.